# Mikumbi (Newala)
Mikumbi ist ein Verwaltungsbezirk (englisch Ward) des Distrikts Newala in der tansanischen Region Mtwara.

## Geografie
Mikumbi liegt im Südosten von Tansania etwa 110 Kilometer Luftlinie westlich der Regionshauptstadt Mtwara. Der Bezirk grenzt im Norden an Nanganga und Kmoma II, im Osten an Nambali, im Süden an Chihangu und Mnyambe und im Westen an Chilangalanga. Bei der Volkszählung 2022 lebten 6523 Menschen in 1813 Haushalten auf einer Fläche von 133 Quadratkilometern.

## Gliederung
Der Bezirk besteht aus fünf Gemeinden (Mtaa) mit 17 Orten (Kitongoji):
| Mdenga - Mdenga - Kanisani | Navanga - Nahanga - Kusini - Navanga | Mkongi - Shuleni - Sokoni - Bondeni | Namangudu - Mahichi - Namangudu - Miyau - Chikunda - Dinyehe | Mikumbi - Chilangala - Chidengele - Lidimba - Mikumbi |

## Gesundheit
In den Gemeinden Mkongi, Namangudu und Mikumbi gibt es je eine staatliche Apotheke.